# Stracciatella di bufala
Pour les articles homonymes, voir Stracciatella.
La stracciatella di bufala est un fromage à pâte filée fabriqué à base de lait de bufflonne, originaire de la province de Foggia, dans les Pouilles, en Italie, qui s'est répandue dans toute l'Italie méridionale.
La stracciatella est insolite dans cette région de l'Italie dans la mesure où les troupeaux de bufflonnes et les fromages fabriqués à partir de leur lait sont beaucoup plus courants du côté ouest des Apennins dans le Latium et la Campanie.

## Description
La stracciatella di bufala est un fromage à pâte fraîche, de couleur blanche, fait avec de la crème et des morceaux de caillé étiré, suivant les méthodes de préparation de la burrata, dont elle constitue le cœur crémeux et filaire.
La stracciatella est composé de petits lambeaux, d'où son nom, qui en italien est un diminutif de straccia (« chiffon » ou « lambeau ») signifiant « un peu de lambeau ».
On peut aussi la trouver seule, contenue dans un fin emballage blanc. Ni la stracciatella ni la burrata ne se conservent bien, même au réfrigérateur ; ces fromages doivent être consommés rapidement, alors qu'ils sont encore mous et frais.
Il en existe une version fumée, la stracciatella affumiacata.
La stracciatella est produite toute l’année, bien que les mois du printemps et d’été soient considérés comme permettant l’obtention d’une meilleure qualité.

## Histoire
Son origine remonte probablement au début du XXe siècle lorsque les agriculteurs des Pouilles, en raison de la pauvreté, ont décidé de réutiliser les résidus de la production laitière. Elle aurait été créée à Andria sur le plateau de Murge,. Lorenzo Bianchino, un fermier des Pouilles, qui ne pouvait livrer ses clients en raison du mauvais temps, aurait décider d'utiliser les restes de sa mozzarella invendue. Après les avoir déchirés, il les a liés à la crème fraiche, puis a farci du mélange ainsi obtenu une boule de pâte filée, donnant naissance à la burrata. On peut trouver localement de la stracciatella au lait de vache.
Elle est également désormais fabriquée hors d'Italie, notamment aux États-Unis et en Argentine,.

## Consommation
La stracciatella se déguste comme la burrata, plutôt à cru, simplement apprêtée, avec des tomates, des courgettes rôties, de l'huile d'olive et beaucoup de poivre pour contrebalancer la crème. Récemment, elle apparait sur des pizzas sorties du four ou sur des pâtes.